# Fritz Jäger
Fritz Jäger (München, 1886. február 21. – Calw, 1957. június 17.; kínai neve pinjin hangsúlyjelekkel: Yán Fùlǐ; magyar népszerű: Jen Fu-li; hagyományos kínai: 顏復禮; egyszerűsített kínai: 颜复礼) német sinológus, a Hamburgi Egyetem professzora.

## Élete, munkássága
Fritz Jäger 1909-ben klasszika-filológiából doktorált a Rostocki Egyetemen, majd 1910-ben kezdte meg sinológiai tanulmányait Otto Frankénél. 1925-ben habilitált a Hamburgi Egyetemen, ahol 1931-ben professzorrá nevezték ki. 1933 májusában belépett a Nemzetiszocialista Német Munkáspártba, és egyike volt azon német professzoroknak, akik támogatásukról és hűségükről biztosították a januárban hatalomra került Adolf Hitlert. 1938-tól 1941-ig Fritz Jäger volt a Hamburgi Egyetem Filozófia Tanszékének dékánja.
1945-ben a náci pártban betöltött szerepe miatt eltávolították az egyetemről, de 1947-ben visszatérhetett, és 1957-ben bekövetkezett haláláig tanított.
Sinológia tevékenységének kiemelkedő eredményeit A történetíró feljegyzései című ókori kínai történeti mű kapcsán tett kutatásaival érte el.